# Limburgo (Paesi Bassi)
Il Limburgo (in olandese Limburg [ˈlɪmbɵrx] ; in limburghese Limburg [ˈlɪm˦ˌbɵʀ˦(ə)ç]) è la più meridionale delle dodici province dei Paesi Bassi. Situata nella parte sud-orientale del territorio olandese, confina con la Germania (Renania Settentrionale-Vestfalia) ad est, il Belgio (province di Liegi in Vallonia a sud e del Limburgo nelle Fiandre ad ovest) e le province del Brabante Settentrionale a ovest e della Gheldria a nord.

## Storia

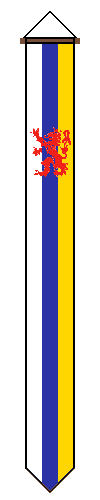
Gonfalone della provincia

Politicamente, il Limburgo era un assemblaggio di diversi staterelli. Un risultato di ciò può essere ancora notato nel fatto che gli abitanti di ogni municipalità parlano il proprio distinto dialetto.
Nel 1814/1815, con la formazione del nuovo Regno dei Paesi Bassi, una delle province ricevette il nome di Limburgo. Il nome della nuova provincia derivava da un antico ducato che era esistito fino al 1648 all'interno del triangolo Maastricht - Liegi - Aquisgrana.
Quando i Paesi Bassi e il Belgio si separarono nel 1830, si pensò di assegnare la provincia al Belgio, ma alla fine del 1839, col Trattato dei XXIV articoli, la provincia venne divisa in due, con la parte orientale che andò ai Paesi Bassi e quella occidentale al Belgio. Il Limburgo olandese fu da quel momento, come il Ducato del Limburgo, anche parte della Confederazione Tedesca.
La provincia utilizzò il nome di Ducato fino al 1906 perché si rifaceva alla storia del Ducato di Limburgo che pure aveva di fatto confini molto diversi e il cui territorio è oggi diviso tra Paesi Bassi, Belgio (dove si trova il centro omonimo che ne era la capitale) e Germania.

## Politica
Il Consiglio Provinciale (Provinciale Staten), eletto dagli abitanti, ha 63 seggi ed è guidato dal governatore, attualmente Leon Frissen. Il capo della provincia invece, il cosiddetto Commissario del Re, viene nominato dal Re e dal Consiglio dei ministri dei Paesi Bassi. Una particolarità del Limburgo che si è mantenuta fino ad oggi è che il Questore del Re viene appellato come Governatore del Limburgo.
Gli affari quotidiani della provincia sono curati dal Gedeputeerde Staten, che è anch'esso guidato dal Questore; i suoi membri (gedeputeerden) possono essere equiparati a dei ministri.

## Geografia fisica
Il sud della provincia è notevole se comparato al resto della nazione, in quanto è una delle poche zone con delle colline. Il punto più alto dei Paesi Bassi, il Vaalserberg, si trova nel Limburgo.
La superficie del Limburgo è composta principalmente da sabbia. Il fiume più importante è la Mosa, che passa attraverso l'intera lunghezza della provincia, da sud a nord.
Le principali città sono la capitale provinciale, Maastricht a sud, gli agglomerati urbani di Sittard-Geleen e Heerlen-Kerkrade, Roermond e Venlo.

## Economia
Nel passato torba, ghiaia e carbone venivano estratti in Limburgo. La corporazione statale che sfruttava i diritti minerari in Limburgo, la DSM, è attualmente una grossa industria chimica, che opera ancora nel Limburgo. L'industria automobilistica (Born) e la produzione di fotocopiatrici (Venlo) sono anch'esse presenti.

## Inno
Waar in 't bronsgroen eikenhout è l'inno ufficiale della regione del Limburgo, sia nei Paesi Bassi che in Belgio.